# Maggiordomo maggiore del Re di Napoli
Il Maggiordomo maggiore del Re era la massima dignità nobiliare all'interno della Casa reale del Regno delle Due Sicilie.

## Storia
Il suo ruolo modellato sulla figura del Maggiordomo maggiore del Re di Léon e Castiglia, confluita poi in quella del Maggiordomo maggiore del Re di Spagna. L'incarico era svolto da membri dell'alta nobiltà o in parentela con la famiglia reale, già col governo dei Viceré di Napoli e Sicilia.

## Cronologia

### Maggiordomi maggiori del Re dal 1731
| Nome e Cognome                                                | Mandato                          | Monarca       | Note |
| ------------------------------------------------------------- | -------------------------------- | ------------- | ---- |
| Manuel de Benavides y Aragón, duca di Santo Stefano del Porto | 10 ottobre 1731 - 15 agosto 1738 | Carlo III     |      |
| Gaetano I Boncompagni Ludovisi, Principe di Piombino          | 15 agosto 1738 - 10 agosto 1759  | Carlo III     |      |
| Domenico Cattaneo, principe di San Nicandro                   | 10 agosto 1759 - 1778            | Ferdinando I  |      |
| Antonio Pignatelli Aymerich, principe di Belmonte             | 1778 - 2 gennaio 1794            | Ferdinando I  |      |
| Tommaso d'Avalos, marchese del Vasto                          | 2 gennaio 1794 - 7 maggio 1806   | Ferdinando I  |      |
| N.N                                                           |                                  | Ferdinando I  |      |
| Francesco Maria Statella, Principe di Cassaro                 | 29 marzo 1813 - 15 dicembre 1820 | Ferdinando I  |      |
| N.N                                                           |                                  | Ferdinando I  |      |
| Niccolò Filangieri, principe di Cutò                          | 24 giugno 1822 - 4 gennaio 1825  | Ferdinando I  |      |
| Antonio Lucchesi-Palli, VII principe di Campofranco           | 4 gennaio 1825 - 8 novembre 1830 | Francesco I   |      |
| Antonio Lucchesi-Palli, VII principe di Campofranco           | 8 novembre 1830 - 29 agosto 1835 | Ferdinando II |      |
| Pietro Antonio II Sanseverino, XV principe di Bisignano       | 29 agosto 1835 - 22 maggio 1859  | Ferdinando II |      |
| Pietro Antonio II Sanseverino, XV principe di Bisignano       | 22 maggio 1859 - 20 marzo 1861   | Francesco II  |      |
| Soppressione del Regno                                        |                                  |               |      |